# Brisbane Challenger 1981
Il Brisbane Challenger 1981 è stato un torneo di tennis facente parte della categoria ATP Challenger Series nell'ambito dell'ATP Challenger Series 1981. Il torneo si è giocato a Brisbane in Australia dal 6 al 12 dicembre 1981 su campi in erba.

## Vincitori

### Singolare
Chris Johnstone ha battuto in finale  Phil Dent con il punteggio di 6–4, 6–4

### Doppio
Chris Johnstone /  Craig A. Miller hanno battuto in finale  Brad Drewett /  Warren Maher con il punteggio di 6–4, 7–5